# Raphipeza
Raphipeza is een geslacht van vlinders van de familie spinners (Lasiocampidae).

## Soorten
- R. echinata (Saalmüller, 1879)
- R. graphiptera (Saalmüller, 1880)
- R. orientalis Viette, 1962
- R. perineti Viette, 1962
- R. pratti Viette, 1962
- R. turbata (Butler, 1879)